# رعنا مجاهد علی
رعنا مجاهد علی (انگلیسی: Rana Mujahid Ali؛ زادهٔ ۶ سپتامبر ۱۹۷۰) بازیکن هاکی روی چمن اهل پاکستان است.